# 交響曲第2番 (マデトヤ)
交響曲第2番 変ホ長調 作品35 は、レーヴィ・マデトヤが交響曲第1番の成功後まもない1916年から1918年にかけて作曲した交響曲。作曲者が兄と親友のトイヴォ・クーラを亡くした嘆きが表れている。初演は評論家から熱狂的に迎えられ、フィンランドの音楽の先駆者たるマデトヤの地位を確固たるものにした。

## 概要
1918年が訪れると、第一次世界大戦以降も燻っていた火種がフィンランド内戦（1918年1月27日-5月15日）へと発展する。マデトヤはまだ新しい交響曲に取り組んでいた。これは世界大戦とロシア革命の起こりに、フィンランドの運命を熟考しようと心に決めて取り掛かった作品であった。その最中に彼を悲劇が襲う。4月9日、赤衛軍がレーヴィにとって唯一存命の兄弟であったユリョ・マデトヤをヴィープリにて拘束、他の将校たちと共に処刑したのである。この報せを親族にはじめに伝えたのはレーヴィであった。
昨日、ヴィープリからの電報を受け取り血も凍るような思いです。「ユリョ4月の13の日に没す」というのがひどく簡潔なメッセージの全文でした。この予期せぬ、衝撃的な報せが我々を得も言われぬ嘆きで覆っています。死、戦争と迫害のその残忍な付き人は、そういうわけで我々のいずれをも見逃してはくれませんでした。それは我々の許を訪れ、そのひとりを犠牲者として奪い去ったのです。ああ、いつになったら憎悪の暴力が世界から消え去り、平和の善き魂が苦痛と悲惨によってできた傷を癒しに戻ってきてくれる日を目にすることができるのでしょうか。—レーヴィ・マデトヤ、1916年5月5日、母アンナへ宛てた手紙
1か月後の5月18日には、五月祭の宴席において、トイヴォ・クーラが白衛群の将校と激しい口論となり、その真っただ中に銃で撃たれて死亡するという事件が発生した。これら2つの喪失に狼狽したマデトヤは、その表現の先を本作に見出したようである。マデトヤが曲の最後に付したエピローグは、痛みと諦めによるものであった。「私は自分の戦いで争ったが、今は身を引く。」
1918年12月17日にカヤヌスの指揮に行われた初演は、稀に見る大成功となった。『ウーシ・スオミ』紙のエヴェルト・カティラ（Evert Katila）は、マデトヤの新作が「シベリウスの記念碑的楽曲群以来、我々の音楽において最も顕著な業績」であると賛美し、事実第2番がマデトヤの最大の人気作であり続けている。同日の初演に姿を現していたシベリウスも同じく本作に感銘を受けている。曲は1934年にマデトヤの母が他界した際、遡る形で彼女へと献呈されている。
同じ頃、マデトヤは兄ユリョの想い出のためにピアノ独奏曲も作曲していた。元々、『我が兄ユリョを追悼する即興曲』と題されていたこの作品は、1918年に『Lumikukkia』誌に発表された。1919年に彼はその作品を拡大して全3曲の組曲『死の庭』作品41とした。この組曲には第2交響曲と共通する旋律的モチーフが使用されている。しかし、作品と関連するものとしてユリョの名前が挙げらているわけではない。
エルッキ・サルメンハーラは本作の4つの楽章が「美、自然、戦争、忍従」を表すものだと表現している。

## 楽曲構成
全4楽章構成となっており、前半2楽章、後半2楽章がそれぞれ接続されている。演奏時間は約39分半。

### 第1楽章
Allegro moderato
サルメンハーラはこの楽章がマデトヤの「美の哲学」を最も純粋に表出した音楽であると評する。第1主題は和音の上に弧を描くように提示される。この主題に付属するように出される副次的主題が後に重要な役割を果たし、第2主題の提示においても姿を現す。コーダを経て静まりつつ、アタッカで次の楽章に続く。

### 第2楽章
Andante
オーボエが奏する田園風のモチーフに始まり、ホルンも加わる。全楽章のモットーも長調に転じて出されている。

### 第3楽章
Allegro non troppo
スケルツォとフィナーレの機能を有している。楽章半ばではショスタコーヴィチを思わせるような行進曲のリズムが湧き上がる。アタッカにより終楽章に繋がる。

### 第4楽章
Epilogue: Andantino
全曲のエピローグとなっている。最後はホルンの付点のリズムが、諦念の中へ溶け込むように終わる。

## 評価
ペトリ・サカリ（1992年、Chandos）とアルヴォ・ヴォルマー（1999年、Alba Records）の録音評として、『アメリカン・レコード・ガイド』のトム・グレルは第2番を作曲者の「最高の交響曲」に選び出している。彼は第1楽章を「旋律的に豊か」、第2楽章をシベリウスの交響曲第1番の第2楽章に倣った「粗野なアンダンテ」と評する一方、第3楽章については肯定色を控えめにして「単調なスケルツォである（中略）聴くものの興味を保つことができていない。『英雄の生涯』の闘争シーンとこれは違う。」